# Diaboleit
Diaboleit ist ein selten vorkommendes Mineral aus der Mineralklasse der Halogenide. Es kristallisiert im tetragonalen Kristallsystem mit der chemischen Zusammensetzung Pb2Cu(OH)4Cl2 und entwickelt meist durchsichtige bis durchscheinende Kristalle mit tafeligem bis prismatischem Habitus und quadratischer oder achteckiger Tracht, aber auch massige Aggregate von dunkelblauer bis leuchtend himmelblauer Farbe bei hellblauer Strichfarbe.
Unverletzte Kristallflächen weisen einen diamantähnlichen Glanz auf, Spaltflächen dagegen eher einen perlmuttartigen Glanz.

## Etymologie und Geschichte
Benannt wurde das Mineral nach dem griechischen Wort διά (diá) für „auseinander“ oder „verschieden“ in Anspielung auf seine Verwandtschaft zum Boleit, von dem es sich dennoch durch Kristallform deutlich unterscheidet.
Erstmals entdeckt wurde Diaboleit in der „Higher Pitts Mine“ bei Priddy in der englischen Grafschaft Somerset. Beschrieben und benannt wurde er 1923 von Leonard James Spencer (1870–1959) und Edgar Donald Mountain (1901–1985), der die Zusammensetzung analysierte.
Typmaterial des Minerals wird im Natural History Museum von London unter der Register-Nr. 1923,521 sowie im National Museum of Natural History in Washington D.C. in den USA unter der Register-Nr. 94813 aufbewahrt.

## Klassifikation
Die strukturelle Klassifikation der International Mineralogical Association (IMA) zählt den Diaboleit zur Gruppe der nicht stöchiometrischen Doppelperowskite mit unbesetzter B-Position in der Perowskit-Supergruppe. Hier ist er das bislang (2025) einzige Mineral in der Diaboleit-Untergruppe.
In der mittlerweile veralteten, aber noch gebräuchlichen 8. Auflage der Mineralsystematik nach Strunz gehörte der Diaboleit zur Mineralklasse der „Halogenide“ und dort zur Abteilung der „Oxihalogenide“, wo er zusammen mit Bideauxit, Boleit, Chloroxiphit, Cumengeit, Hämatophanit, Pseudoboleit und Yedlinit eine eigenständige Gruppe bildete.
Die seit 2001 gültige und von der International Mineralogical Association (IMA) verwendete 9. Auflage der Strunz’schen Mineralsystematik ordnet den Diaboleit in die Klasse der „Halogenide“ und dort in die Abteilung der „Oxihalogenide, Hydroxyhalogenide und verwandte Doppel-Halogenide“ ein. Diese Abteilung ist allerdings weiter unterteilt nach der Art der beteiligten Metalle, so dass das Mineral entsprechend seiner Zusammensetzung in der Unterabteilung „Mit Pb, Cu usw.“ zu finden ist, wo es als einziges Mitglied die unbenannte Gruppe 3.DB.05 bildet.
Auch die vorwiegend im englischen Sprachraum gebräuchliche Systematik der Minerale nach Dana ordnet den Diaboleit in die Klasse der „Halogenide“ und dort in die Abteilung der „Oxihalogenide und Hydroxyhalogenide“. Hier ist er einziges Mitglied der unbenannten Gruppe 10.06.01 innerhalb der Unterabteilung der „Oxihalogenide und Hydroxyhalogenide mit der Formel AmBn(O,OH)pXq“ zu finden.

## Kristallstruktur
Diaboleit kristallisiert tetragonal in der Raumgruppe P4mm (Raumgruppen-Nr. 99) mit den Gitterparametern a = 5,88 Å und c = 5,50 Å sowie einer Formeleinheit pro Elementarzelle.

## Bildung und Fundorte

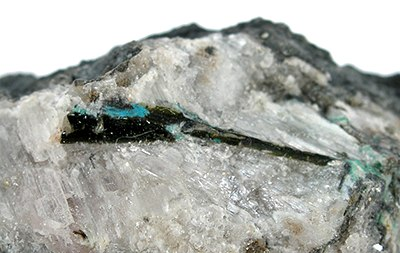
Chloroxiphit und Diaboleit in Mendipit aus der Higher Pitts Mine bei Priddy, Somerset, England

Diaboleit bildet sich als Sekundärmineral in stark verwitterten mangan- oder blei- und kupferhaltigen Erzen. Begleitminerale sind unter anderem Atacamit, Boleit, Caledonit, Chloroxiphit, Cerussit, Hydrocerussit, Leadhillit, Mendipit, Paratacamit, Phosgenit und Wherryit.
Weltweit konnte Diaboleit bisher (Stand: 2011) an rund 50 Fundorten nachgewiesen werden. Neben seiner Typlokalität Priddy wurde das Mineral noch in den Mendip Hills, bei Holwell, Cranmore und Cheddar in der Grafschaft Somerset sowie bei Padstow und Crantock in der Grafschaft Cornwall gefunden.
In Deutschland trat das Mineral in einem Schlackenfeld bei Richelsdorf in Hessen, bei Astfeld in Niedersachsen und in der Essener Zeche Christian Levin in Nordrhein-Westfalen zutage. In Österreich fand sich das Mineral bisher nur in einem Schlackenfeld bei Waitschach in Kärnten.
Weitere Fundorte sind Australien, Chile, Frankreich, Griechenland, Iran, Italien, Südafrika und die Vereinigten Staaten von Amerika (USA).